# Пальчихинское сельское поселение
Пальчи́хинское се́льское поселе́ние (карел. Pal’čihan kyläkunda) — упразднённое муниципальное образование в составе Максатихинского района Тверской области.
На территории поселения находятся 17 населенных пунктов. Центр поселения — деревня Пальчиха.
Образовано в 2005 году, включило в себя территории Ключевского и Пальчихинского сельских округов.

## Географические данные
- Общая площадь: 312,6 км².
- Нахождение: юго-восточная часть Максатихинского района.
  - Граничит:
    - на севере — с Зареченским СП,
    - на востоке — с Бежецким районом, Шишковское СП и Моркиногорское СП,
    - на юге — с Трестенским СП,
    - на западе — с Ривицким СП и Кострецким СП.

На территории поселения исток реки Мологи.

## Население
По переписи 2002 года — 503 человека (283 в Ключевском и 220 в Пальчихинском сельских округах), на 01.01.2008 — 405 человек.

Национальный состав: русские и карелы.

## Населенные пункты
На территории поселения находятся следующие населённые пункты:
| №  | Тип нп | Название        | Население (2008 год) |
| -- | ------ | --------------- | -------------------- |
| 1  | дер.   | Амосино         | 5                    |
| 2  | дер.   | Антипково       | 15                   |
| 3  | дер.   | Большой Жуковец | 10                   |
| 4  | дер.   | Бурачиха        | 0                    |
| 5  | дер.   | Ванькин Бор     | 2                    |
| 6  | дер.   | Данилково       | 14                   |
| 7  | дер.   | Зубачиха        | 2                    |
| 8  | дер.   | Ключевая        | 193                  |
| 9  | дер.   | Липовка         | 8                    |
| 10 | дер.   | Малиновка       | 3                    |
| 11 | дер.   | Пальчиха        | 123                  |
| 12 | дер.   | Плотники        | 14                   |
| 13 | хутор  | Спичиха         | 5                    |
| 14 | дер.   | Трошкино        | 0                    |
| 15 | дер.   | Ульяновка       | 10                   |
| 16 | дер.   | Широково        | 1                    |
| 17 | пос.   | Ясень           | 0                    |

### Бывшие населенные пункты
На территории поселения исчезли деревни Кирилловское, Малый Жуковец, Ренино, Ченго, Воробьевка и другие.

Деревня Боровая присоединена к деревне Ключевой.

## История
В конце XIX — начале XX века деревни поселения относились к Трестенской и Рыбинской волостям Бежецкого уезда Тверской губернии.
В 1940-50-е годы на территории поселения существовали Омосинский (Амосинский) и Ключевской сельсоветы Максатихинского района Калининской области.
Законом Тверской области от 8 октября 2014 года № 74-ЗО, муниципальные образования Зареченское сельское поселение, Кострецкое сельское поселение, Пальчихинское сельское поселение, Ривицкое сельское поселение и Трестенское сельское поселение преобразованы путём объединения во вновь образованное муниципальное образование Зареченское сельское поселение.